# Président du Burkina Faso
Le président du Burkina Faso ou président du Faso, est le chef de l'État du Burkina Faso.
Selon la Constitution de la IVe République, le président incarne et assure l'unité de la Nation. Il est élu au suffrage universel direct pour un mandat de cinq ans renouvelable une fois.

## Système électoral
Le président du Faso est élu au scrutin uninominal majoritaire à deux tours pour un mandat de cinq ans renouvelable une seule fois. Est élu le candidat ayant recueilli la majorité absolue des suffrages exprimés au premier tour. À défaut, un second tour est organisé entre les deux candidats arrivés en tête au premier, et celui recueillant le plus de voix est déclaré élu.

## Historique
À partir de la proclamation de l’indépendance de la Haute-Volta, la fonction de chef de l'État est conférée à un président de la République, dans le cadre de la Ire République (1960-1966).
Par la suite, la fonction présidentielle est restaurée sous la IIe République (1970-1974), après une période de gouvernement révolutionnaire. Mise en sommeil sous le Gouvernement de renouveau national, elle est réintroduite dans la constitution du 27 novembre 1977, dans le régime de la IIIe République (1978-1980).
Après plusieurs gouvernements militaires puis révolutionnaires, le statut de président est réinstauré dans la constitution du 11 juin 1991 (IVe 199 République). Toutefois, la fonction reprend une appellation différente des précédents présidents : au regard de la constitution, le chef de l'État est en effet « président du Faso ». Venant du dioula, le terme faso, qui signifie littéralement « terre de mon père », fait référence à un régime politique de type républicain.
Depuis le départ du président Blaise Compaoré à la suite des événements débutés en octobre 2014, la fonction est  transitoire. Après que le lieutenant-colonel Zida a occupé la position de chef de l'État de transition entre le 1er et le 21 novembre 2014, Michel Kafando est devenu, de fait et constitutionnellement, le 2e président du Faso.
Durant la période de transition mise en place par le Mouvement patriotique pour la sauvegarde et la restauration à la suite du coup d'État du 24 janvier 2022, le chef de l'État burkinabé est dénommé « président de la transition du Burkina Faso ».

## Résidence officielle
Depuis 2005, le siège de la présidence se trouve au palais de Kosyam, à Ouagadougou.